# Criniticoccus ficus
Criniticoccus ficus är en insektsart som beskrevs av Williams 1960. Criniticoccus ficus ingår i släktet Criniticoccus och familjen ullsköldlöss. Inga underarter finns listade i Catalogue of Life.